# Gestreepte maskeruil
De gestreepte maskeruil (Pulsatrix melanota) is een vogel uit de familie Strigidae (uilen).

## Verspreiding en leefgebied
Deze soort komt voor van zuidoostelijk Colombia tot Bolivia en telt twee ondersoorten:
- P. m. philoscia: westelijk Bolivia.
- P. m. melanota: van oostelijk Ecuador tot zuidoostelijk Peru.

## Status
De grootte van de populatie is niet gekwantificeerd maar de soort wordt omschreven als tamelijk algemeen. Op de Rode lijst van de IUCN heeft deze soort de status niet bedreigd.